# Andreas Paulsen

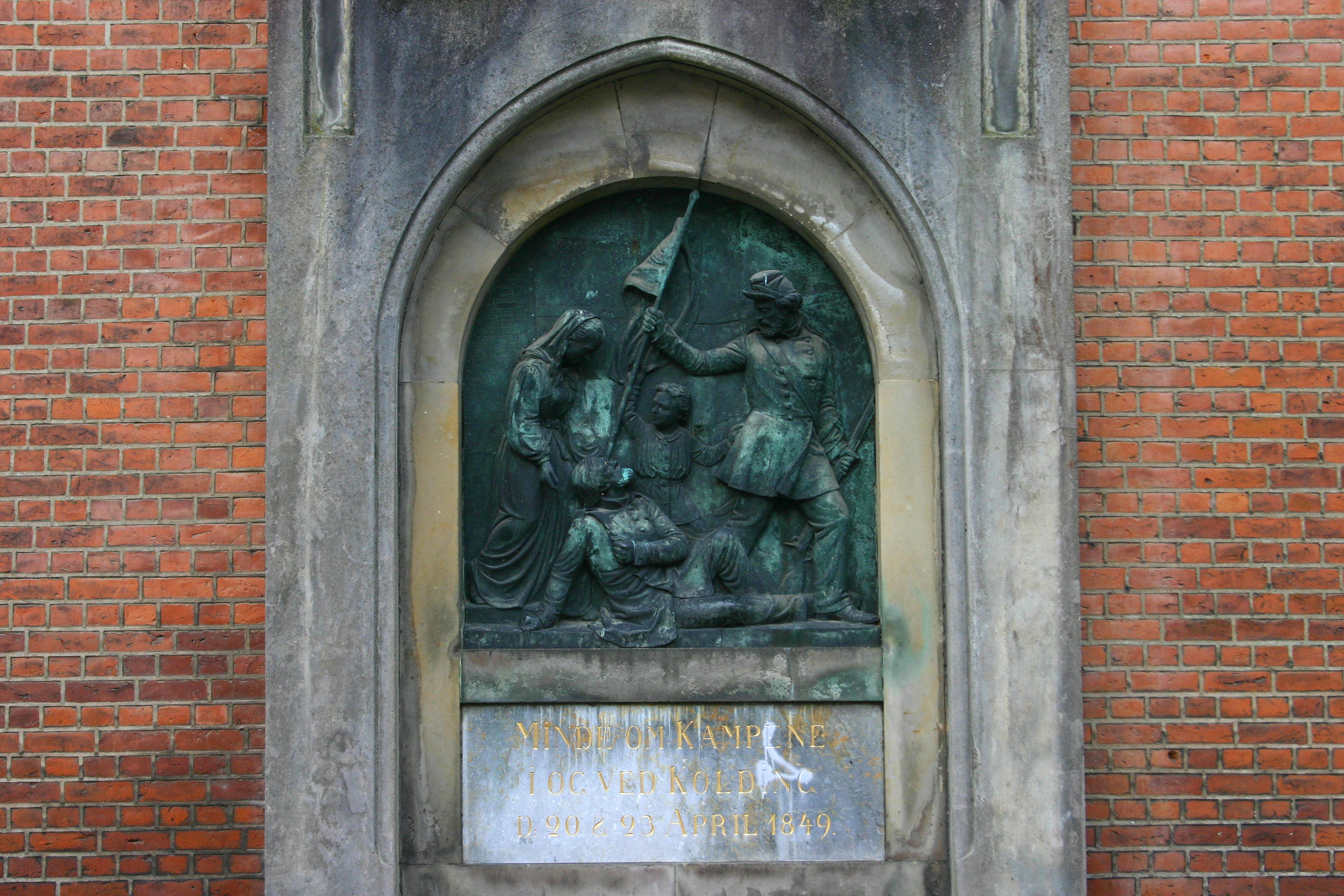
Minnesmärke över de döda i Slaget vid Kolding 1849 på Sankt Nicolaikyrkan i Kolding.

Andreas Paulsen, född 1836, död 1915, var en dansk skulptör.
Paulsen blev lärjunge till Herman Wilhelm Bissen, vars klassiskt betonade stil han allmänt följde. Paulsen har utfört åtskilliga kompositioner, mestadels i relief men framför allt porträttfigurer, även i friskulptur, såsom statyer av Rasmus Rask och Andreas Peter Bernstorff. Utöver dessa verk märks monumentet över Anders Sørensen Vedel samt byster i Christiansborgs nya slott.